# Rouilly
Rouilly település Franciaországban, Seine-et-Marne megyében. Lakosainak száma 495 fő (2022. január 1.). Rouilly Saint-Hilliers, Mortery, Provins, Saint-Brice és Voulton községekkel határos.

## Népesség
A település népessége az elmúlt években az alábbi módon változott:
| Lakosok száma | 493  | 488  | 492  | 486  | 488  | 489  | 491  | 493  | 495  |
|               | 2013 | 2015 | 2016 | 2017 | 2018 | 2019 | 2020 | 2021 | 2022 |